# Pawło Padakin
Pawło Dmytrowycz Padakin, ukr. Павло Дмитрович Падакін, ros. Павел Дмитриевич Падакин – Pawieł Dmitrijewicz Padakin (ur. 8 czerwca 1994 w Kijowie) – ukraiński hokeista, reprezentant Ukrainy i Rosji.

## Kariera
- Fairbanks Ice Dogs (2011-2012)
- Calgary Hitmen (2012-2014)
- Regina Pats (2014-2015)
- Lehigh Valley Phantoms (2015/2016)
- Reading Royals (2015/2016)
- HK Soczi (2016-2018)
- Bars Kazań (2018)
- Nieftiechimik Niżniekamsk (2018-2019)
- CSK WWS Samara (2019/2020)
- HK Soczi (2020)
- Dornbirner EC (2021-2022)
- Re-Plast Unia Oświęcim (2022-2023)
- GKS Tychy (2023-2024)
- Norfolk Admirals (2024-2025)
- Polonia Bytom (2025-)

Wychowanek Sokiła Kijów. Karierę rozwijał w Ameryce Północnej. Najpierw przez rok grał w rozgrywkach North American Hockey League (NAHL). Następnie przez trzy sezony od 2012 do 2015 występował w kanadyjskiej lidze juniorskiej WHL w strukturze CHL: przez pierwsze dwa lata w Calgary Hitmen, a w trzeciej edycji WHL, od września 2014 w Regina Pats. Po przekroczeniu wieku juniorskiego w lipcu 2015 został zawodnikiem w amerykańskiej lidze AHL. W grudniu 2015 został przekazany do zespołu w lidze ECHL. Od 2016 zawodnik rosyjskiej drużyny HK Soczi w lidze KHL. W maju 2018 został zawodnikiem Ak Barsu Kazań, aczkolwiek występował w drużynie Bars w lidze WHL. Na początku sezonu KHL (2018/2019) pod koniec września 2018 został przetransferowany do Nieftiechimika Niżniekamsk. W maju 2020 przeszedł do Soczi. Zwolniony stamtąd w listopadzie 2020. W lipcu 2021 ogłoszono jego transfer do austriackiego klubu Dornbirner EC. W lipcu 2022 został zawodnikiem zespołu Re-Plast Unia Oświęcim w Polskiej Hokej Lidze. W kwietniu 2023 zaangażowany przez GKS Tychy. W połowie 2024 zakontraktowany przez Norfolk Admirals w amerykańskich rozgrywkach ECHL. W połowie 2025 został zaangażowany przez Polonię Bytom.
W barwach Ukrainy uczestniczył w turniejach mistrzostw świata juniorów do lat 18 edycji 2010, 2011 (Dywizja II), mistrzostw świata juniorów do lat 20 edycji 2012 (Dywizja II), seniorskich mistrzostw świata edycji 2014 (Dywizja I). Po podjęciu gry w drużynie z Soczi przyjął obywatelstwo rosyjskie, a we wniosku o jego przyznanie argumentował, że przez ostatnie trzy lata zamieszkiwał na Krymie (mimo że faktycznie w tym czasie przebywał w Ameryce Północnej). W 2017 potwierdził, że nie jest już obywatelem Ukrainy i że nie widzi tam perspektyw, gdyż według niego hokej w tym kraju umiera. W sezonie 2017/2018 podjął występy w kadrze Rosji II.
W 2015 poślubił Kanadyjkę Ashlyn Noël.

## Sukcesy
Reprezentacyjne
- Awans do Dywizji IIA mistrzostw świata do lat 18: 2011
- Awans do Dywizji IB mistrzostw świata do lat 20: 2012

Klubowe
- Finał Pucharu Polski: 2022 z Tauron Re-Plast Unia Oświęcim
- Brązowy medal mistrzostw Polski: 2023 z Unią Oświęcim, 2024 z GKS Tychy
- Superpuchar Polski: 2023 z GKS Tychy
- Puchar Polski: 2023 z GKS Tychy

Indywidualne
- Mistrzostwa świata do lat 18 w hokeju na lodzie mężczyzn 2011/II Dywizja#Grupa B:
  - Czwarte miejsce w klasyfikacji strzelców turnieju: 6 goli[19]
  - Szóste miejsce w klasyfikacji asystentów turnieju: 7 asyst[20]
  - Piąte miejsce w klasyfikacji kanadyjskiej turnieju: 13 punktów[21]
- Mistrzostwa Świata Juniorów w Hokeju na Lodzie 2012/Dywizja II#Grupa A:
  - Czwarte miejsce w klasyfikacji strzelców turnieju: 3 gole[22]
  - Ósme miejsce w klasyfikacji kanadyjskiej turnieju: 6 punktów[23]
- KHL (2017/2018): Mecz Gwiazd KHL
- Puchar Polski w hokeju na lodzie 2022:
  - Pierwsze miejsce w klasyfikacji strzelców turnieju: 3 gole